# Nouveau-Mexique durant la guerre de Sécession
Le Nouveau-Mexique durant la guerre de Sécession occupe une place particulière en tant que route principale vers la Californie. Le territoire du Nouveau-Mexique est disputé durant la guerre de Sécession, ayant pour résultat de faire partir les colons de la région concernés par l'achat Gadsden effectués par les États confédérés d'Amérique, alors que la majorité de ce qui constitue aujourd'hui le Nouveau-Mexique est resté loyal à l'Union.
Les troupes confédérées du Texas occupent brièvement le territoire du Nouveau-Mexique. Les troupes de l'Union re-capturèrent le territoire au début de l'année 1862. Comme la guerre durait et que les troupes de l'Union furent retirés pour se battre ailleurs, l'explorateur et frontalier Kit Carson aida à organiser et commander le 1er régiment volontaire de Nouveau-Mexique, une milice, pour s'engager dans des campagnes contre les Apaches, les Navajos, et les Comanches au Nouveau-Mexique et au Texas, mais aussi pour participer à la bataille de Valverde contre les Confédérés. Les troupes Confédérées se retirèrent après la bataille de Glorieta Pass, car les scouts de l'Union avaient mis le feu à un train de fourniture Confédéré. Les réguliers de l'Union, 1re Infanterie volontaire du Colorado (« The Pikes Peakers »), et les Néo-Mexicains volontaires perdirent la bataille, mais gagnèrent la campagne, néanmoins la bataille a été surnommée la « Gettysburg de l'Ouest. »
Le territoire confédéré d'Arizona, qui se sépara du Territoire du Nouveau-Mexique en 1861, fut la première incarnation américaine de l'Arizona qui deviendra un territoire américain en 1863. L'Arizona confédéré fut créé en capturant le tiers sud du territoire du Nouveau-Mexique à l'Union, tandis que les frontières de 1863 créèrent un Arizona à l'Ouest séparé du Nouveau-Mexique à l'est (et non au sud comme précédemment).